# Мілянфан
Мілянфан (кирг. Милянфан, дунг. Милёнчуан) — село в Киргизстані, в Исик-Атинському районі Чуйської області. Є центром і єдиним населеним пунктом Мілянфанського аїльного округу. Знаходиться в 12 км на північ від районного центру і залізничної станції Кант. Значна частина населення села — дунгани.
Населення — 4160 жителів.
Виникло у 1926 році. За даними початку 1990-х років були середня школа, профтехучилище, будинок культури, бібліотека та лікарня. У селі розташований будинок-музей героя Радянського Союзу Манзуса Ванахуна, який довгий час жив у цьому селі.

## Світлини села

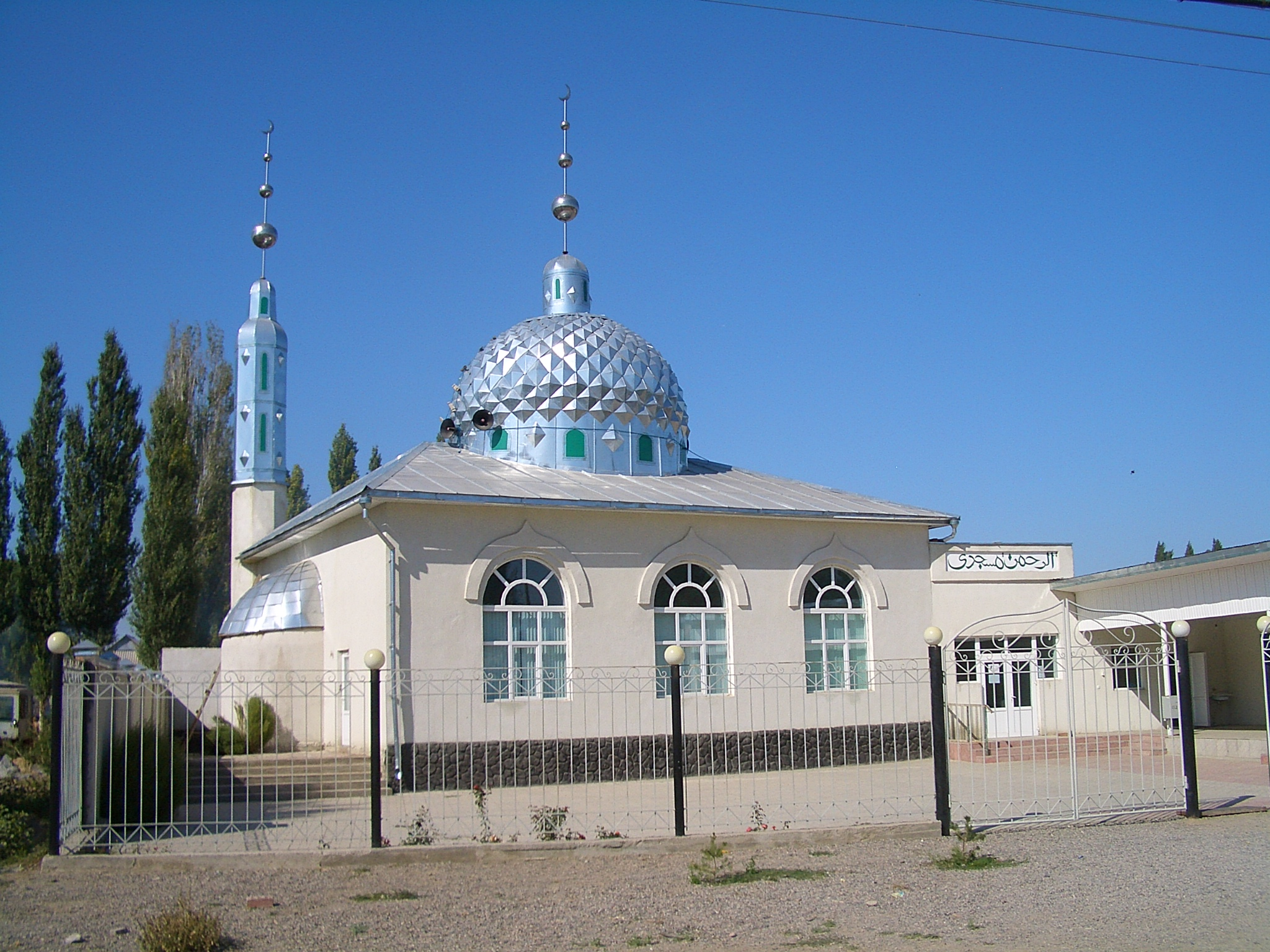
Нова мечеть у Мілянфані.
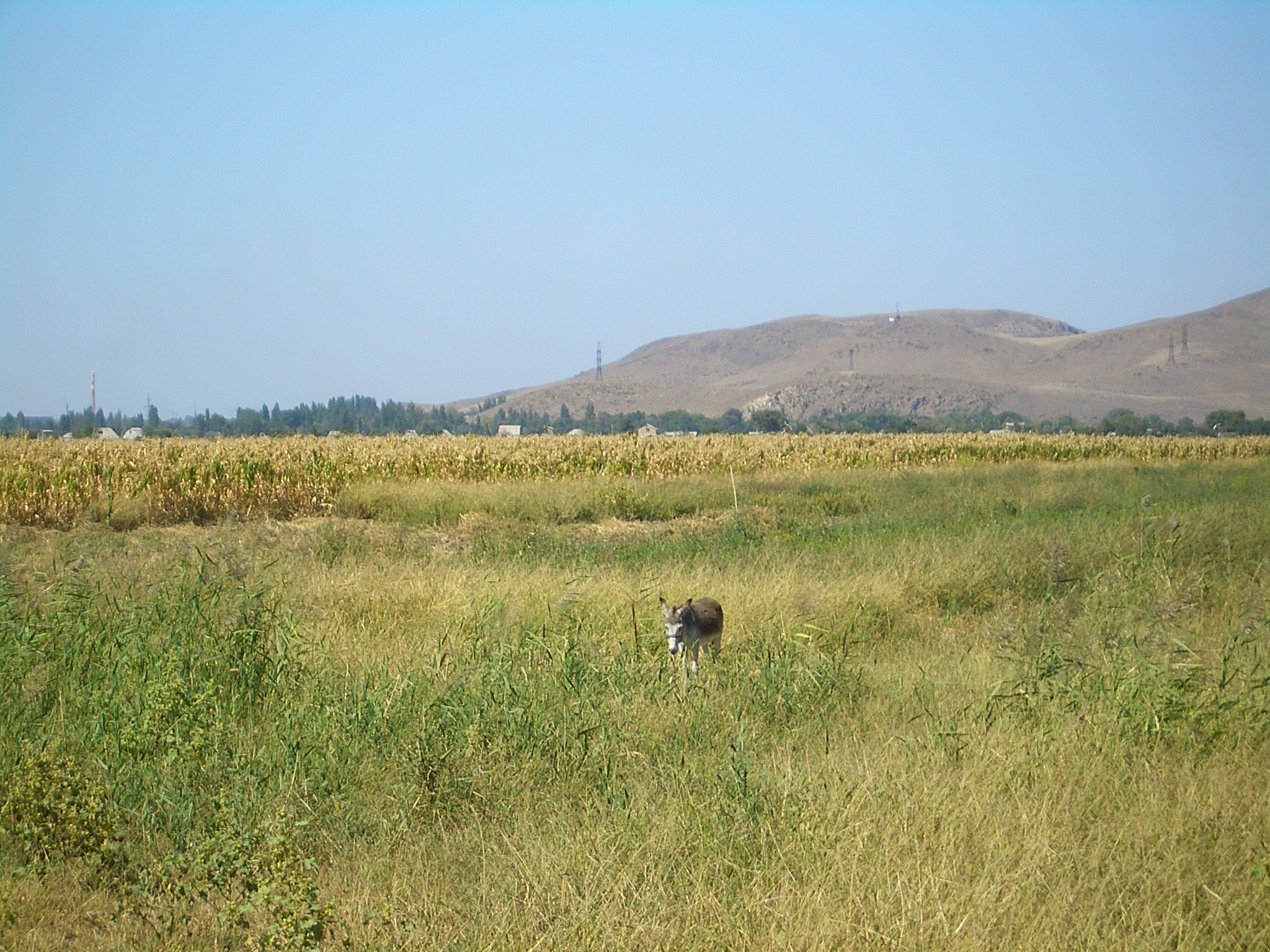
Вид на Мілянфан з полів на захід від села.
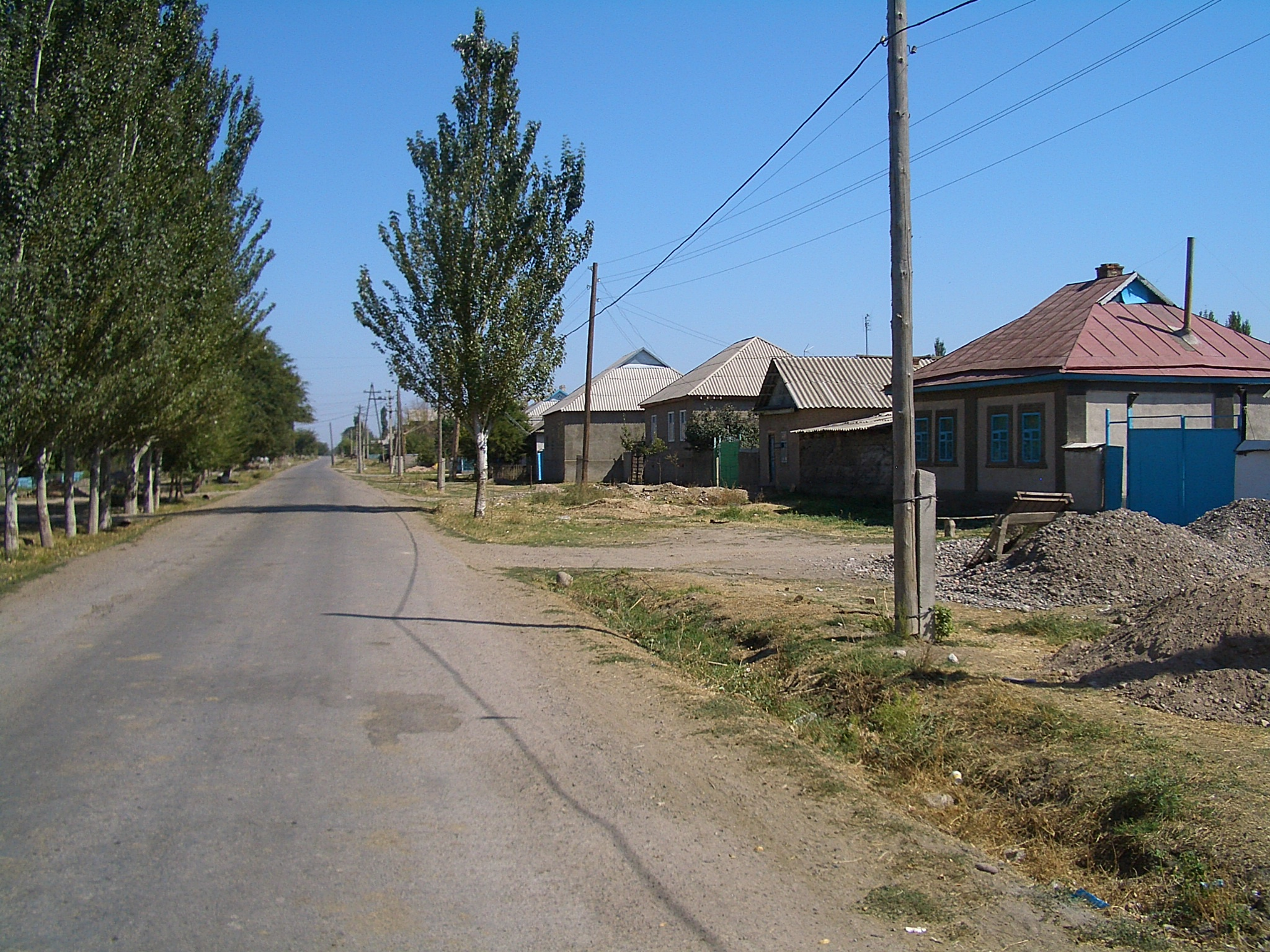
Мілянфан.
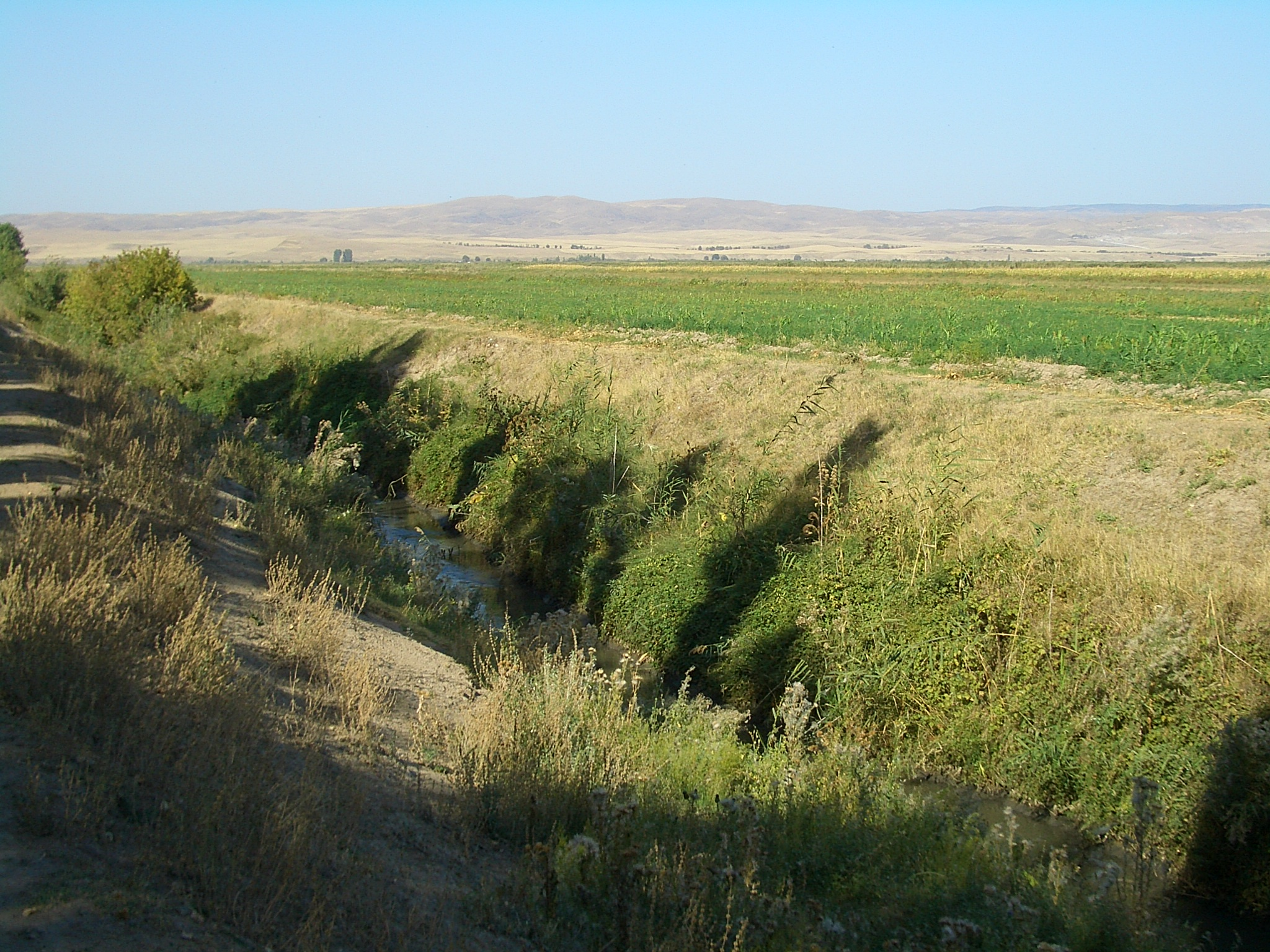
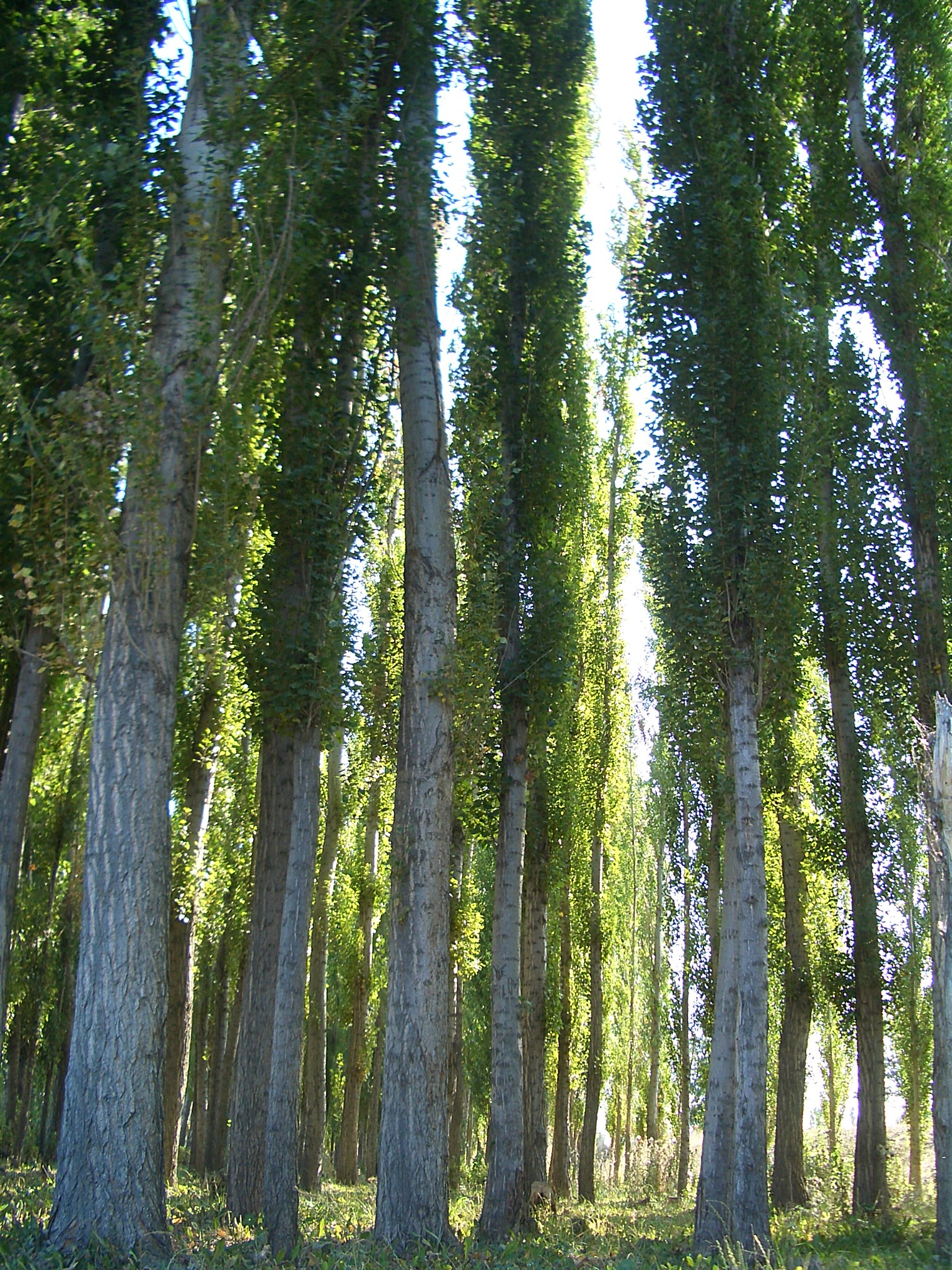
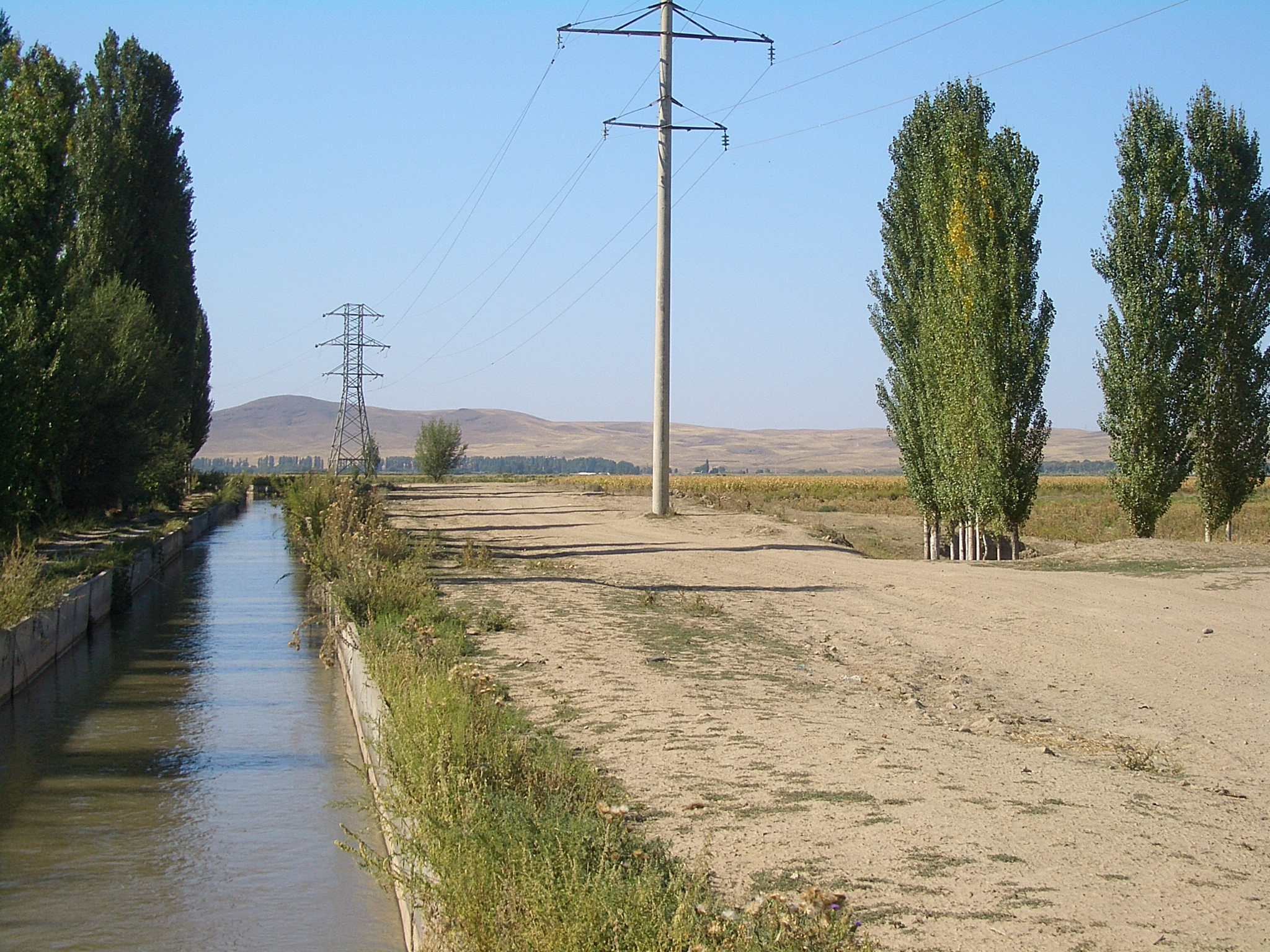